# Estadio Municipal de Karditsa
El Estadio Municipal de Karditsa es un estadio multi-usos, situado en la ciudad griega de Karditsa. Se inauguró en los años 1930. Es de propiedad municipal y sirve de sede habitual al Club Atlético Anagennisi Karditsas. Hoy en día el estadio de Karditsa, tiene dos stands, la del oeste, y la que está debajo de la norte Portería (fútbol), y cuenta con una capacidad para 4600 espectadores.